# Indische Badmintonmeisterschaft 1976/77
Die Indische Badmintonmeisterschaft der Saison 1976/77 fand vom 8. bis zum 13. Februar 1977 in Jalandhar statt. Es war die 41. Austragung der nationalen Titelkämpfe im Badminton in Indien.

## Titelträger
| Disziplin    | Sieger                      |
| ------------ | --------------------------- |
| Herreneinzel | Prakash Padukone            |
| Dameneinzel  | Ami Ghia                    |
| Herrendoppel | Prakash Padukone Leroy D’sa |
| Damendoppel  | Ami Ghia Morin D’Souza      |
| Mixed        | Suresh Goel Morin D’Souza   |